# Чесотка бакалейщика
Чесотка бакалейщика (англ. Grocer’s itch; зуд бакалейщика; зуд пекаря; колониальная чесотка; фр. gale des epiciers) — акариаз, характеризующийся кожным зудом.
Возбудитель — условно-патогенные сахарные клещи вида Glyciphagus domesticus (de Geer).
Glyciphagus domesticus живёт в муке, сахаре и может переходить на человека, вызывая у него кожный зуд, в частности у людей, имеющих дело с сахаром. Gl. domesticus поселяется в продуктах питания и вызывает дерматит у человека. Подобный атопическому дерматиту, или экземе, зуд бакалейщика может затронуть лоб, скальп, складки локтей, коленей и запястий и проявляется как сыпь, кожа покрывается коркой. Gl. domesticus могут играть важную роль как причина атопического дерматита у детей. Gl. domesticus может вызывать кишечный акариаз и уринарный акариаз.
Glyciphagus buski был извлечён из подошвы ноги негра в больнице Корабль моряков на Темзе в 1841 году, в большой язве. Этот негр был родом из Сьерра-Леоне, где известно гнойничковое прыщавое заболевание под названием «craw-craw», возбудителем которого считают этого клеща.